# Lekkoatletyka na Letnich Igrzyskach Olimpijskich 1960 – bieg na 400 m mężczyzn
Bieg na 400 metrów mężczyzn podczas XVII Letnich Igrzysk Olimpijskich w Rzymie rozegrano 3 (eliminacje i ćwierćfinały), 5 (półfinały) i 6 września 1960 (finał) na Stadio Olimpico. Zwycięzcą został reprezentant Stanów Zjednoczonych Otis Davis, który w finale ustanowił rekord świata z czasem 44,9 s (podobnie jak drugi na mecie Carl Kaufmann).

## Rekordy

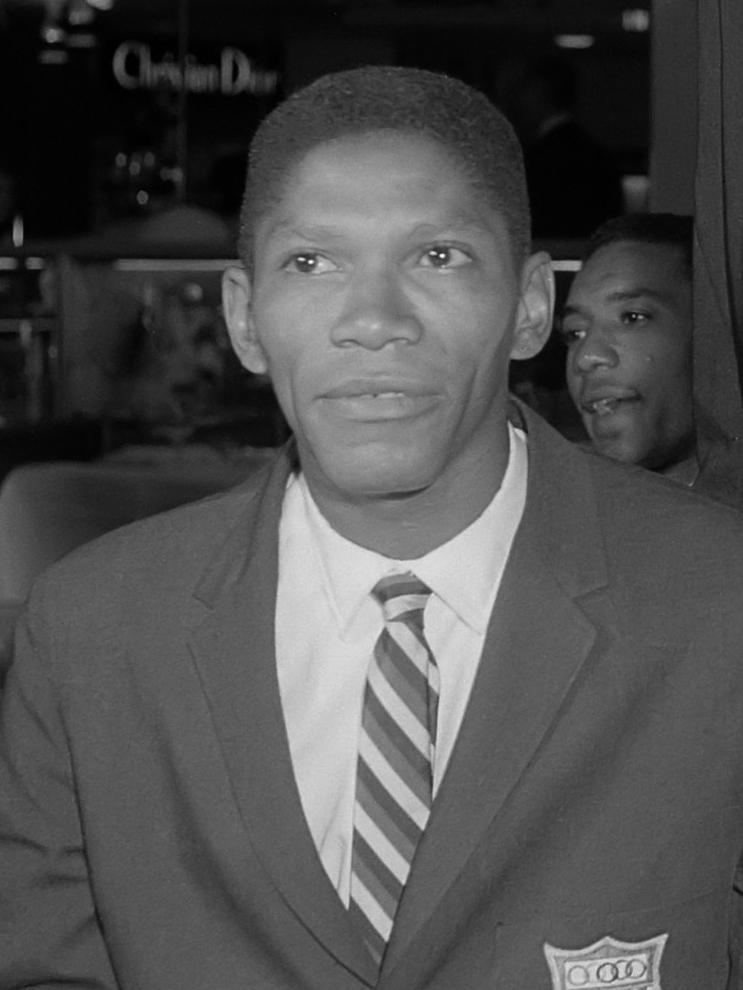
Otis Davis

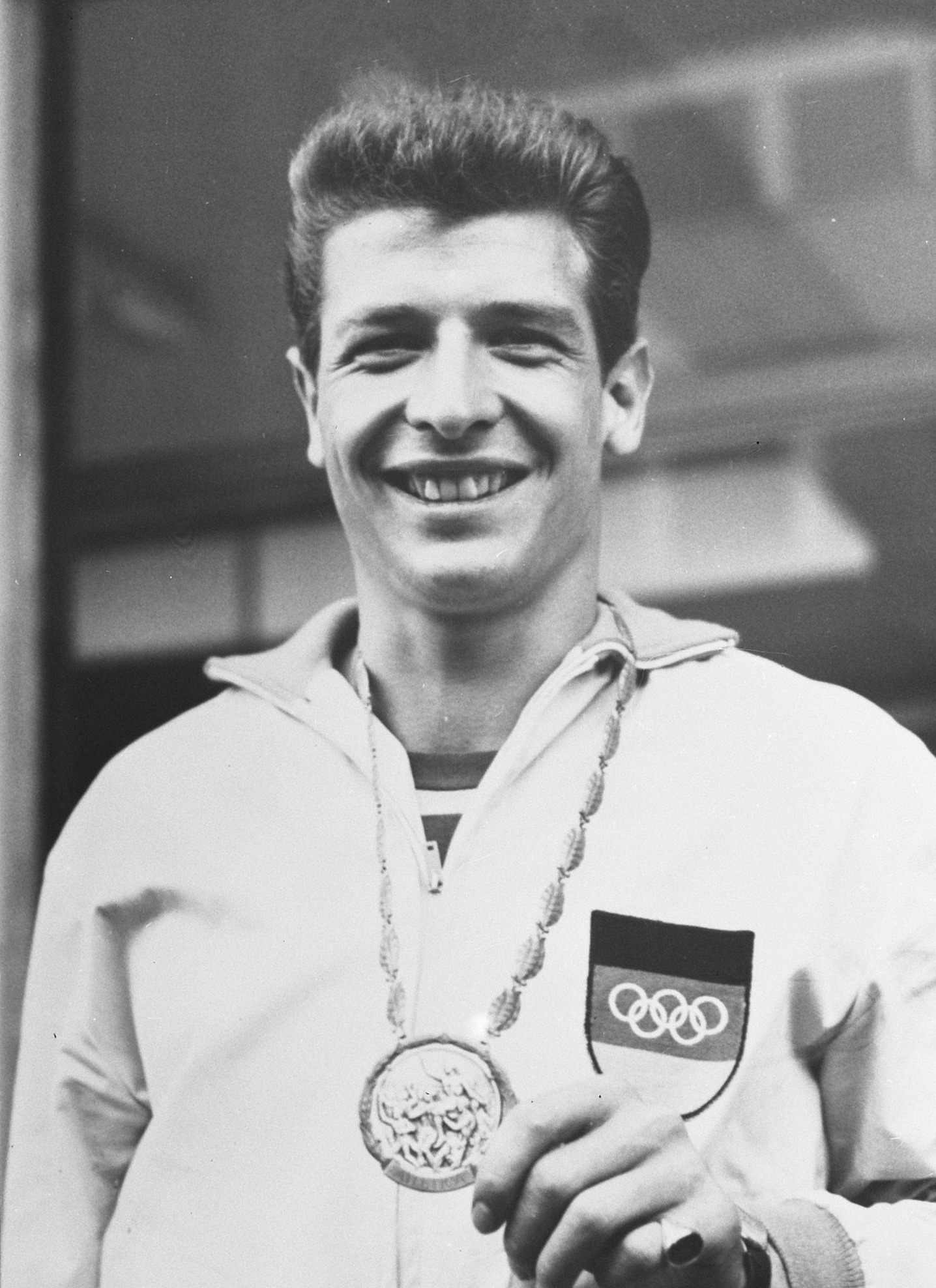
Carl Kaufmann

|                   | Zawodnik      | Narodowość        | Czas | Data                 | Miejsce     |
| ----------------- | ------------- | ----------------- | ---- | -------------------- | ----------- |
| Rekord świata     | Louis Jones   | Stany Zjednoczone | 45,2 | 30 czerwca 1956(dts) | Los Angeles |
| Rekord olimpijski | George Rhoden | Jamajka           | 45,9 | 25 lipca 1952(dts)   | Helsinki    |
| Rekord olimpijski | Herb McKenley | Jamajka           | 45,9 | 25 lipca 1952(dts)   | Helsinki    |

## Wyniki
| Poz. - pozycja |
| – rekord świata \| – rekord krajowy \| – rekord życiowy \| = – wyrównany rekord życiowy \| · – najlepszy wynik w sezonie \| = – wyrównany najlepszy wynik w sezonie \| – rekord olimpijski |
| Fn – falstart \| DNF – nie ukończył \| DNS – nie wystartował \| DSQ – zdyskwalifikowany |

### Eliminacje
Rozegrano dziewięć biegów eliminacyjnych. Do ćwierćfinałów awansowało po trzech najlepszych zawodników z każdego biegu (Q).

#### Bieg 1
| Poz. | Zawodnik         | Narodowość        | Rezultat | Uwagi |
| ---- | ---------------- | ----------------- | -------- | ----- |
| 1    | Manfred Kinder   | Niemcy            | 46,7     | Q     |
| 2    | Edgar Davis      | Południowa Afryka | 47,2     | Q     |
| 3    | Malcolm Yardley  | Wielka Brytania   | 47,3     | Q     |
| 4    | Josef Trousil    | Czechosłowacja    | 47,4     |       |
| 5    | John Asare-Antwi | Ghana             | 47,7     |       |
| 6    | Kimitada Hayase  | Japonia           | 49,1     |       |
| 7    | Habib Sayed      | Afganistan        | 53,8     |       |

#### Bieg 2
| Poz. | Zawodnik           | Narodowość                 | Rezultat | Uwagi |
| ---- | ------------------ | -------------------------- | -------- | ----- |
| 1    | Alf Petersson      | Szwecja                    | 48,3     | Q     |
| 2    | Robbie Brightwell  | Wielka Brytania            | 48,4     | Q     |
| 3    | Konstantin Graczow | ZSRR                       | 49,3     | Q     |
| 4    | Felix Heuertz      | Luksemburg                 | 50,2     |       |
| –    | George Kerr        | Federacja Indii Zachodnich | DNS      |       |
| –    | Rafael Romero      | Wenezuela                  | DNS      |       |

#### Bieg 3
| Poz. | Zawodnik           | Narodowość    | Rezultat | Uwagi |
| ---- | ------------------ | ------------- | -------- | ----- |
| 1    | Carl Kaufmann      | Niemcy        | 47,3     | Q     |
| 2    | Barry Robinson     | Nowa Zelandia | 47,6     | Q     |
| 3    | Lodewijk De Clerck | Belgia        | 47,9     | Q     |
| 4    | Anubes da Silva    | Brazylia      | 48,0     |       |
| 5    | Csaba Csutorás     | Węgry         | 48,2     |       |
| 6    | Hugh Bullard       | Bahamy        | 51,1     |       |

#### Bieg 4
| Poz. | Zawodnik          | Narodowość         | Rezultat | Uwagi |
| ---- | ----------------- | ------------------ | -------- | ----- |
| 1    | Malcolm Spence    | Południowa Afryka  | 46,7     | Q     |
| 2    | Kevan Gosper      | Australia          | 47,1     | Q     |
| 3    | Terry Tobacco     | Kanada             | 47,4     | Q     |
| 4    | Gadi Ado          | Protektorat Ugandy | 49,0     |       |
| 5    | Marcel Lambrechts | Belgia             | 49,5     |       |
| 6    | Jorge Terán       | Meksyk             | 49,6     |       |
| 7    | Brahim Karabi     | Tunezja            | 52,0     |       |

#### Bieg 5
| Poz. | Zawodnik           | Narodowość       | Rezultat | Uwagi |
| ---- | ------------------ | ---------------- | -------- | ----- |
| 1    | German Guenard     | Portoryko        | 47,3     | Q     |
| 2    | Jerzy Kowalski     | Polska           | 48,3     | Q     |
| 3    | Giuseppe Bommarito | Włochy           | 48,6     | Q     |
| 4    | Li Po-ting         | Tajwan           | 49,5     |       |
| 5    | Clayton Glasgow    | Gujana Brytyjska | 50,7     |       |
| 6    | George Johnson     | Liberia          | 51,4     |       |

#### Bieg 6
| Poz. | Zawodnik            | Narodowość         | Rezultat | Uwagi |
| ---- | ------------------- | ------------------ | -------- | ----- |
| 1    | Jack Yerman         | Stany Zjednoczone  | 47,2     | Q     |
| 2    | Milkha Singh        | Indie              | 47,6     | Q     |
| 3    | Stanisław Swatowski | Polska             | 48,1     | Q     |
| 4    | Mani Jegathesan     | Federacja Malajska | 48,4     |       |
| 5    | Iván Rodríguez      | Portoryko          | 49,6     |       |
| 6    | Claro Pellosis      | Filipiny           | 51,4     |       |

#### Bieg 7
| Poz. | Zawodnik          | Narodowość                 | Rezultat | Uwagi |
| ---- | ----------------- | -------------------------- | -------- | ----- |
| 1    | Malcolm Spence    | Federacja Indii Zachodnich | 47,6     | Q     |
| 2    | Earl Young        | Stany Zjednoczone          | 47,6     | Q     |
| 3    | Bartonjo Rotich   | Kolonia Kenii              | 47,7     | Q     |
| 4    | Zdeněk Váňa       | Czechosłowacja             | 48,3     |       |
| 5    | Wasilios Silis    | Grecja                     | 48,4     |       |
| 6    | Manut Bumrungphuk | Tajlandia                  | 49,6     |       |

#### Bieg 8
| Poz. | Zawodnik              | Narodowość        | Rezultat | Uwagi |
| ---- | --------------------- | ----------------- | -------- | ----- |
| 1    | Abdul Karim Amu       | Nigeria           | 46,8     | Q     |
| 2    | Gordon Day            | Południowa Afryka | 47,1     | Q     |
| 3    | Hans-Joachim Reske    | Niemcy            | 47,2     | Q     |
| 4    | Voitto Hellsten       | Finlandia         | 48,4     |       |
| 5    | Jassim Karim Kuraishi | Irak              | 49,2     |       |
| 6    | Fahir Özgüden         | Turcja            | 50,7     |       |

#### Bieg 9
| Poz. | Zawodnik          | Narodowość                 | Rezultat | Uwagi |
| ---- | ----------------- | -------------------------- | -------- | ----- |
| 1    | Otis Davis        | Stany Zjednoczone          | 46,8     | Q     |
| 2    | James Wedderburn  | Federacja Indii Zachodnich | 47,4     | Q     |
| 3    | John Wrighton     | Wielka Brytania            | 47,4     | Q     |
| 4    | René Weber        | Szwajcaria                 | 47,6     |       |
| 5    | Moussa Said       | Etiopia                    | 48,2     |       |
| 6    | Amos Grodzinowsky | Izrael                     | 48,9     |       |

### Ćwierćfinały
Rozegrano cztery biegi ćwierćfinałowe. Do półfinałów awansowało po trzech najlepszych zawodników z każdego biegu (Q).

#### Bieg 1
| Poz. | Zawodnik        | Narodowość                 | Rezultat | Uwagi |
| ---- | --------------- | -------------------------- | -------- | ----- |
| 1    | Carl Kaufmann   | Niemcy                     | 46,5     | Q     |
| 2    | Milkha Singh    | Indie                      | 46,5     | Q     |
| 3    | Malcolm Spence  | Federacja Indii Zachodnich | 46,9     | Q     |
| 4    | Terry Tobacco   | Kanada                     | 47,5     |       |
| 5    | Edgar Davis     | Południowa Afryka          | 48,0     |       |
| 6    | Malcolm Yardley | Wielka Brytania            | 48,8     |       |
| –    | Alf Petersson   | Szwecja                    | DNS      |       |

#### Bieg 2
| Poz. | Zawodnik         | Narodowość                 | Rezultat | Uwagi |
| ---- | ---------------- | -------------------------- | -------- | ----- |
| 1    | Jack Yerman      | Stany Zjednoczone          | 46,4     | Q     |
| 2    | Kevan Gosper     | Australia                  | 46,5     | Q     |
| 3    | Manfred Kinder   | Niemcy                     | 46,7     | Q     |
| 4    | James Wedderburn | Federacja Indii Zachodnich | 47,0     |       |
| 5    | German Guenard   | Portoryko                  | 47,2     |       |
| 6    | John Wrighton    | Wielka Brytania            | 47,0     |       |

#### Bieg 3
| Poz. | Zawodnik            | Narodowość        | Rezultat | Uwagi |
| ---- | ------------------- | ----------------- | -------- | ----- |
| 1    | Earl Young          | Stany Zjednoczone | 46,1     | Q     |
| 2    | Robbie Brightwell   | Wielka Brytania   | 46,2     | Q,    |
| 3    | Gordon Day          | Południowa Afryka | 46,3     | Q     |
| 4    | Hans-Joachim Reske  | Niemcy            | 47,3     |       |
| 5    | Stanisław Swatowski | Polska            | 47,4     |       |
| 6    | Konstantin Graczow  | ZSRR              | 47,6     |       |
| 7    | Bartonjo Rotich     | Kolonia Kenii     | 47,8     |       |

#### Bieg 4
| Poz. | Zawodnik           | Narodowość        | Rezultat | Uwagi |
| ---- | ------------------ | ----------------- | -------- | ----- |
| 1    | Otis Davis         | Stany Zjednoczone | 45,9     | Q, =  |
| 2    | Malcolm Spence     | Południowa Afryka | 46,1     | Q     |
| 3    | Abdul Karim Amu    | Nigeria           | 46,6     | Q     |
| 4    | Jerzy Kowalski     | Polska            | 46,7     |       |
| 5    | Giuseppe Bommarito | Włochy            | 47,5     |       |
| 6    | Barry Robinson     | Nowa Zelandia     | 48,3     |       |
| 7    | Lodewijk De Clerck | Belgia            | 48,4     |       |

### Półfinały
Rozegrano dwa biegi półfinałowe. Do finału awansowało po trzech najlepszych zawodników z każdego biegu (Q).

#### Bieg 1
| Poz. | Zawodnik          | Narodowość        | Rezultat | Uwagi |
| ---- | ----------------- | ----------------- | -------- | ----- |
| 1    | Otis Davis        | Stany Zjednoczone | 45,5     | Q,    |
| 2    | Milkha Singh      | Indie             | 45,9     | Q     |
| 3    | Manfred Kinder    | Niemcy            | 46,0     | Q     |
| 4    | Robbie Brightwell | Wielka Brytania   | 46,1     | [ 3 ] |
| 5    | Gordon Day        | Południowa Afryka | 46,7     |       |
| 6    | Kevan Gosper      | Australia         | 47,1     |       |

#### Bieg 2
| Poz. | Zawodnik        | Narodowość                 | Rezultat | Uwagi |
| ---- | --------------- | -------------------------- | -------- | ----- |
| 1    | Carl Kaufmann   | Niemcy                     | 45,7     | Q     |
| 2    | Malcolm Spence  | Południowa Afryka          | 45,8     | Q     |
| 3    | Earl Young      | Stany Zjednoczone          | 46,1     | Q     |
| 4    | Abdul Karim Amu | Nigeria                    | 46,6     |       |
| 5    | Malcolm Spence  | Federacja Indii Zachodnich | 46,8     |       |
| 6    | Jack Yerman     | Stany Zjednoczone          | 48,9     |       |

### Finał
| Poz. | Zawodnik       | Narodowość        | Rezultat | Uwagi |
| ---- | -------------- | ----------------- | -------- | ----- |
| 1    | Otis Davis     | Stany Zjednoczone | 44,9     | [ 1 ] |
| 2    | Carl Kaufmann  | Niemcy            | 44,9     | [ 1 ] |
| 3    | Malcolm Spence | Południowa Afryka | 45,5     | [ 4 ] |
| 4    | Milkha Singh   | Indie             | 45,6     |       |
| 5    | Manfred Kinder | Niemcy            | 45,9     |       |
| 6    | Earl Young     | Stany Zjednoczone | 45,9     |       |